# Lèmur forcat de Masoala
El lèmur forcat de Masoala (Phaner furcifer) és un lèmur de la família dels quirogalèids que és endèmic de Madagascar. Es tracta d'un primat petit, amb una llargada de 22-28 cm i un pes de 300-500 g. Té una llarga cua de 28-37 cm. El color del pelatge va del gris vermellós al gris marronós i té una característica ratlla fosca a la regió dorsal, que es bifurca en arribar al cap i continua a banda i banda dels ulls.